# I Can Only Imagine (bài hát của David Guetta)
"I Can Only Imagine" là một ca khúc của DJ người Pháp David Guetta hợp tác với nam ca sĩ người Mỹ Chris Brown và nam rapper Lil Wayne. Đây là đĩa đơn thứ sáu trích từ Nothing but the Beat, album phòng thu thứ năm của Guetta, và được phát hành vào ngày 23 tháng 4 năm 2012. Trước khi phát hành như một đĩa đơn chính thức, ca khúc đã lọt vào bảng xếp hạng của nhiều quốc gia trên thế giới, trong đó có Canada, Pháp, Đức, Hà Lan, Anh, Mỹ.

## Video âm nhạc
Video âm nhạc cho "I Can Only Imagine" được bắt đầu quay vào ngày 29 tháng 5 năm 2012, và được phát hành sau đó trên YouTube vào ngày 2 tháng 7 năm 2012. Video được đạo diễn bởi Colin Tilley. Guetta nói rằng video tập trung nhiều hơn về các hình ảnh tương lai chứ không phải là về một âm mưu nào đó như một số video khác của anh. Video đầu tiên mở ra với hình ảnh Guetta đi vào một căn phòng kiểu tương lai. Sau đó, khi bài hát bắt đầu, Brown xuất hiện trong một chiếc mặt nạ với đôi mắt lóe sáng. Khi Brown bắt đầu hát trong một cảnh khác, anh mặc một bộ áo da phản chiếu ánh sáng. Trong đoạn điệp khúc, Brown xuất hiện trong một căn phòng không trọng lực, Guetta cũng sau đó xuất hiện trong phòng này. Còn Wayne thì được nhìn thấy với một chiếc ván trượt và một vài tay chơi khác trên nền. Wayne sau đó cũng ở trong căn phòng tương lai kia. Brown sau đó được nhìn thấy trong một căn phòng với phần nền phát sáng trong khi anh ấy hát và nhảy theo phần điệp khúc. Năm vũ công khác tham gia cùng Brown trong phòng ánh sáng ấy. Khi Wayne bắt đầu phần rap thứ hai của mình các vũ công nhảy ra khỏi phòng thắp sáng và Brown thì tiếp tục nhảy.

## Biểu diễn
David Guetta, Chris Brown và Lil Wayne biểu diễn ca khúc lần đầu tiên tại Giải Grammy lần thứ 54 vào ngày 12 tháng 2 năm 2012.

## Danh sách ca khúc
- Tải kỹ thuật số — trực tiếp tại Giải Grammy lần thứ 54[4]

1. "I Can Only Imagine" (Performed live at the 54th Annual Grammy Awards) (hợp tác với Chris Brown & Lil Wayne) – 3:09

- EP Remix kỹ thuật số[5]

1. "I Can Only Imagine" (David Guetta & Daddy's Groove Remix) (hợp tác với Chris Brown & Lil Wayne) – 5:50
2. "I Can Only Imagine" (R3hab Remix) (hợp tác với Chris Brown & Lil Wayne) – 4:43
3. "I Can Only Imagine" (Extended Mix) (hợp tác với Chris Brown & Lil Wayne) – 5:31

## Xếp hạng
| Bảng xếp hạng (2011–12)             | Vị trí cao nhất |
| ----------------------------------- | --------------- |
| Úc (ARIA)                           | 47              |
| Áo (Ö3 Austria Top 40)              | 17              |
| Bỉ (Ultratip Flanders)              | 7               |
| Bỉ (Ultratip Wallonia)              | 1               |
| Canada (Canadian Hot 100)           | 57              |
| Pháp (SNEP)                         | 40              |
| Đức (Media Control AG)              | 32              |
| Ireland (IRMA)                      | 18              |
| Latvia (European Hit Radio)         | 1               |
| Hà Lan (Single Top 100)             | 98              |
| New Zealand (Recorded Music NZ)     | 28              |
| Ba Lan (ZPAV)                       | 4               |
| Thụy Sĩ (Schweizer Hitparade)       | 15              |
| Anh Quốc (OCC)                      | 18              |
| Anh Quốc Dance (OCC)                | 2               |
| Hoa Kỳ Billboard Hot 100            | 75              |
| Hoa Kỳ Pop Airplay (Billboard)      | 29              |
| Hoa Kỳ Dance Club Songs (Billboard) | 10              |

## Lịch sử phát hành
| Quốc gia      | Ngày                | Định dạng                                              |
| ------------- | ------------------- | ------------------------------------------------------ |
| Mỹ            | 13 tháng 2 năm 2012 | Tải kỹ thuật số — trực tiếp tại Giải Grammy lần thứ 54 |
| Toàn thế giới | 23 tháng 4 năm 2012 | EP Remix kỹ thuật số (độc quyền trên Beatport)         |
| Úc            | 2 tháng 5 năm 2012  | EP Remix kỹ thuật số                                   |
| Áo            | 2 tháng 5 năm 2012  | EP Remix kỹ thuật số                                   |
| Bỉ            | 2 tháng 5 năm 2012  | EP Remix kỹ thuật số                                   |
| Phần Lan      | 2 tháng 5 năm 2012  | EP Remix kỹ thuật số                                   |
| Đức           | 2 tháng 5 năm 2012  | EP Remix kỹ thuật số                                   |
| Ý             | 2 tháng 5 năm 2012  | EP Remix kỹ thuật số                                   |
| Nhật          | 2 tháng 5 năm 2012  | EP Remix kỹ thuật số                                   |
| Hà Lan        | 2 tháng 5 năm 2012  | EP Remix kỹ thuật số                                   |
| New Zealand   | 2 tháng 5 năm 2012  | EP Remix kỹ thuật số                                   |
| Na Uy         | 2 tháng 5 năm 2012  | EP Remix kỹ thuật số                                   |
| Thụy Sĩ       | 2 tháng 5 năm 2012  | EP Remix kỹ thuật số                                   |
| Mỹ            | 7 tháng 8 năm 2012  | Đài airplay Mainstream                                 |